# マーク・ウェベルス

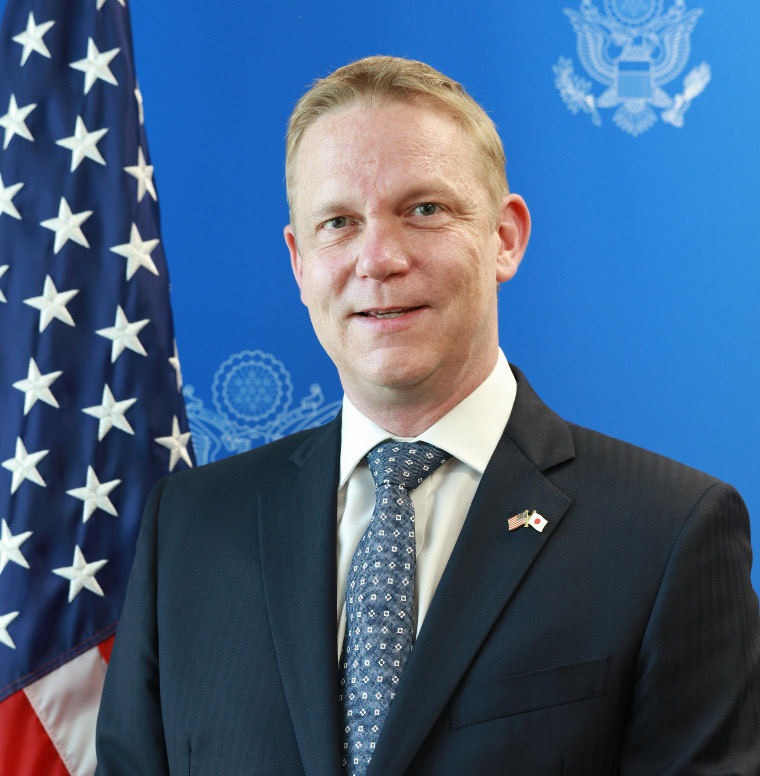

マーク・ウェベルス（英語: Mark Wuebbels、簡体字中国語: 魏宝思、1977年 - ）は、アメリカ合衆国の外交官。2022年8月より、在札幌米国総領事館首席領事を務めている。アリゾナ州出身。母国語の英語に加えて、日本語・中国語・ロシア語・ポルトガル語に堪能。

## 学歴
1999年に外国語青年招致事業（JETプログラム）で来日して、姫路と神戸で英語指導助手および国際交流員として2002年まで勤務。帰国後、ジェームス・マーティン不拡散研究センター（James Martin Center for Nonproliferation Studies）で研究に従事し、アメリカン大学で学士号を、ミドルベリー国際大学院モントレー校（旧・モントレー国際大学）で国際貿易修士号を取得。

## 外交経歴
アメリカ合衆国国務省入省後は、在広州総領事館領事官や駐大阪・神戸総領事館領事官、在上海総領事館経済担当領事などの在外勤務に加えて、ワシントンD.C.の本省で台湾部（台湾調整部）副部長を務めた後、2022年8月より在札幌米国総領事館首席領事。
2022年8月30日、在札幌首席領事として札幌市役所を訪問し、秋元克広市長と会談した。10月14日に受けた日本放送協会（NHK）の取材では、酪農業の副産物を活用するバイオガス発電を筆頭とする再生可能エネルギーの分野で北海道とアメリカ合衆国の連携を強化したいとの意向を示すと共に、日米同盟を軸に地域の平和と安定を維持するために北海道が重要な役割を担っているとの認識を示した上で、道内の各自治体と交流を深めたいと強調した。